# Roger Hanin
Pour les articles homonymes, voir Lévy et Hanin.
Roger Hanin est un acteur, réalisateur, producteur et écrivain français, né le 20 octobre 1925 à Alger et mort le 11 février 2015 dans le 15e arrondissement de Paris.

## Biographie

### Famille et enfance
Roger Paul Jacob Levy est le quatrième des cinq enfants de deux collègues fonctionnaires des PTT, Joseph Lévy (1894-1960) — lui-même fils de Salomon Lévy et Messaouda Guedj — et Victorine Hanin (1891-1988) —fille de Meyer Hanin et Rachael Azoulay, —, couple juif modeste dans la basse casbah d'Alger où il grandit au 25 de la rue Marengo, avant que sa famille s'installe à Bab El Oued, rue Mizon.
Son arrière-grand-père Joseph Lévy était marchand d’étoffes, son grand-père Salomon Lévy était rabbin et employé de mairie.
Converti au catholicisme à l’occasion de son mariage avec la productrice Christine Gouze-Rénal, l'acteur se définit lui-même ainsi : « Mon vrai nom, c'est Lévy. Mon père s'appelle Joseph Lévy. Ma mère Victorine Hanin. À l'origine [pour elle], c'était Ben Hanine. C'est une fille Azoulay. Je suis 100 % kasher sur le plan génétique. Je suis fils de communiste et petit-fils de rabbin. Je me sens très Juif,. »
Pendant la Seconde Guerre mondiale son père est receveur des postes à Aubervilliers tandis que lui et sa famille sont restés en Algérie. Roger Hanin affirme que Pierre Laval, maire d'Aubervilliers de 1923 à 1942, a sauvé son père en lui fournissant des faux papiers
Il raconte également que son père était un militant « nudiste » et qu'il emmenait ses filles nues à la plage, ce qui provoquait un scandale à l'époque. À la suite d'une maladie infantile, le jeune Roger Lévy doit pratiquer des disciplines sportives et deviendra première série de ping-pong et champion de France de basket-ball militaire interarmes.

### Formation et débuts
Renvoyé du lycée Bugeaud à cause des lois antisémites de Vichy qui imposent un numerus clausus en Algérie pour les élèves juifs dès 1941, Roger Hanin est finalement réintégré car son père, ancien combattant, est mutilé et invalide de guerre à 60 %. Il entame ensuite des études de pharmacie à la faculté mixte de médecine et de pharmacie d'Alger.
Après l'obtention d'une bourse pour ses bons résultats, il poursuit ses études de pharmacie à Paris en novembre 1948. En fin d'année, alors qu'il se rend à la faculté de pharmacie, un ami décorateur lui propose de faire de la figuration théâtrale dans une pièce pour laquelle il a conçu les décors. Enthousiasmé par cette expérience, il s'inscrit aux cours d'art dramatique de René Simon et Michel Vitold, prend des cours de diction pour perdre son accent pied-noir et se tourne vers le métier d'acteur. Il tient des petits rôles au théâtre et, à partir de 1952, au cinéma, prenant pour nom de scène le nom de jeune fille de sa mère, Hanin. Il adoptera officiellement ce nom le 14 octobre 1965[réf. nécessaire].

### Carrière
Avec sa carrure massive du joueur de basket qu'il fut dans sa jeunesse, Roger Hanin est d'abord cantonné dans des rôles de durs. Il obtient une certaine notoriété grâce au film La Valse du Gorille en 1959 mais se lasse de ces rôles stéréotypés.
C'est grâce à Alexandre Arcady, réalisateur du film Le Coup de sirocco à la fin des années 1970, qu'il devient un acteur populaire. Avec Le Grand Pardon et Le Grand Carnaval, du même réalisateur, au début des années 1980, il peut donner toute la mesure de son « identité pied-noir » et entrer en bonne place dans le box-office.
Ensuite, il réalise deux films notables, Train d'enfer et La Rumba, puis il connaît la consécration à la télévision avec son rôle du commissaire Navarro créé par Tito Topin. Ce sera son rôle le plus célèbre. Il percevait trois millions de francs pour chaque épisode, record jamais égalé pour la télévision française. Le premier épisode de cette série télévisée, diffusé sur TF1, date d'octobre 1989. Le dernier tournage de Brigade Navarro a lieu le 31 octobre 2008.
Le 1er novembre 2008, il annonce sur l'antenne de RTL qu'il met un terme à sa carrière d'acteur : « Je ne tournerai plus, je ne veux plus être acteur. » Il ajoute : 

« Il n'y a ni amertume ni nostalgie. J'ai fait mon tour, comme on dit. J'ai terminé. J'ai eu une carrière mirifique au sens littéral du terme. J'ai joué Othello, Macbeth, tous les grands auteurs, Pirandello, Beckett, Claudel, j'ai joué des grands rôles, je ne vais pas me mettre à bégayer. J'ai un grand projet : je vais vivre ! Sortir dans les grands restaurants, faire des voyages, lire, écrire, profiter du pognon que j'ai amassé sans avoir le temps de le dépenser jusqu'à maintenant. J'entre dans l'antichambre du paradis. »

Un an plus tard, en novembre 2009, il est victime d'un accident vasculaire cérébral en pleine rue à Saint-Tropez. Conscient de la dégradation flagrante de son état de santé, il demande à être placé sous curatelle de sa fille en 2011.

### Mort
Hospitalisé depuis le 8 février 2015 à l'hôpital Georges-Pompidou à Paris, Roger Hanin y meurt trois jours plus tard à l'âge de 89 ans, à la suite d’une insuffisance respiratoire.
Le 12 février 2015, une cérémonie religieuse a lieu à la synagogue Buffault (le lieu même où ont été tournées plusieurs scènes du film Le Grand Pardon en 1981) dans le 9e arrondissement de Paris, en présence de nombreuses personnalités du cinéma et de la télévision.
Il est inhumé le 13 février 2015 dans le carré juif du cimetière de Bologhine (précédemment Saint-Eugène), à Alger, où repose déjà son père,,, selon le souhait de sa famille, un retour sur sa terre natale.

### Vie privée et engagements politiques
De son premier mariage avec Lisette Barucq, Roger Hanin a une fille, Isabelle Hanin.
Le 4 août 1959, il devient beau-frère par alliance de François Mitterrand par son mariage en secondes noces avec Christine Gouze-Rénal, sœur de Danielle Mitterrand. Il est l'un des intimes de François Mitterrand qui fut témoin à son mariage.
En juin 1968, à la demande de François Mitterrand, il se présente à Asnières et Colombes aux élections législatives au nom de la Fédération de la gauche démocrate et socialiste. Arrivé en quatrième position au premier tour en atteignant tout juste les 10 % des voix, il ne participe pas à la réunion de soutien des partis de gauche au candidat communiste entre les deux tours, préférant se consacrer aux répétitions d’une pièce qu’il doit jouer à la rentrée.
En 1990, il est attaqué en justice par Jean-Marie Le Pen, après avoir traité le président du Front national de « véritable nazi ». Mis en examen pour diffamation, l'acteur est finalement relaxé.
Après la mort de François Mitterrand, il s'oppose aux nouveaux dirigeants du Parti socialiste et adhère au Parti communiste français, au service duquel il met sa notoriété. En 2007, il déclare vouloir voter pour le PCF à l'élection présidentielle. Le 6 février 2007, il déclare qu'il votera au second tour pour Nicolas Sarkozy, qu'il estime être « un homme de gauche ». De plus, il est selon lui révolutionnaire « d'élire un président de la République, petit-fils d'immigré hongrois ». Son engagement en faveur de Nicolas Sarkozy déçoit de nombreux militants de gauche, dont certains de sa génération.
Après la mort de Christine Gouze-Rénal en 2002, il retrouve l'amour de 2004 à 2011 auprès de la pianiste Agnès Berdugo, rencontrée lors d’un récital à Quiberon dont il est un hôte régulier du Centre de thalassothérapie.
Membre du comité d'honneur de l'Association pour le droit de mourir dans la dignité (ADMD), il cosigne en 2009 un texte réclamant la dépénalisation de l'euthanasie. À la même époque, il reconnaît un enfant adultérin, David Greenwald (né en 1989).
Alors qu'il est sous curatelle, fin 2013, l'acteur demande en justice aux fils de l'ancien président de la république, Gilbert et Jean-Christophe Mitterrand, le remboursement de 300 000 euros qu'il a prêtés à Danielle Mitterrand pour payer la caution de son fils Jean-Christophe dans l'affaire de l'Angolagate. Il est débouté de sa demande en 2014.
Reclus dans son appartement du 16e arrondissement de Paris dans les derniers mois de sa vie, il est victime de fréquents troubles de la mémoire, incapable de marcher et presque sourd.

## Théâtre
- 1951 : Vogue la galère de Marcel Aymé, mise en scène Georges Douking, théâtre de la Madeleine
- 1952 : La Jacquerie de Prosper Mérimée, mise en scène Clément Harari, théâtre Charles de Rochefort
- 1952 : La Résurrection des corps de Loys Masson, mise en scène Michel Vitold, théâtre de l'Œuvre
- 1953 : Les Aveux les plus doux de Georges Arnaud, mise en scène Michel de Ré, théâtre du Quartier latin
- 1953 : La Maison de la nuit de Thierry Maulnier, mise en scène Marcelle Tassencourt & Michel Vitold, théâtre Hébertot
- 1954 : Les salauds vont en enfer de Frédéric Dard, mise en scène Robert Hossein, théâtre du Grand-Guignol
- 1954 : La Condition humaine d'André Malraux, mise en scène Marcelle Tassencourt, théâtre Hébertot
- 1954 : Othello de William Shakespeare
- 1954 : Macbeth de William Shakespeare
- 1954 : Carlos et Marguerite de Jean Bernard-Luc, mise en scène Christian-Gérard, théâtre de la Madeleine
- 1955 : Le Prince d'Égypte de Christopher Fry, mise en scène Marcelle Tassencourt, théâtre du Vieux-Colombier
- 1955 : La Chair de l'orchidée adaptation Frédéric Dard et Marcel Duhamel d'après James Hadley Chase, mise en scène Robert Hossein, théâtre du Grand-Guignol
- 1956 : Les Sorcières de Salem de Arthur Miller, mise en scène Raymond Rouleau, théâtre des Célestins
- 1956 : La Nuit romaine d'Albert Vidalie, mise en scène Marcelle Tassencourt, théâtre Hébertot
- 1957 : Wako, l’abominable homme des neiges de Roger Duchemin, mise en scène Jean Le Poulain, théâtre Hébertot
- 1959 : Dix ans ou dix minutes de Grisha Dabat, mise en scène Jean Le Poulain, théâtre Hébertot
- 1959 : Le Vélo devant la porte adaptation Marc-Gilbert Sauvajon d'après Desperate Hours de Joseph Hayes, mise en scène Jean-Pierre Grenier, théâtre Marigny
- 1960 : La Nuit du 9 mars de Jack Roffey[41] et Gordon Harbord[42], adaptation Roger Féral, mise en scène Henri Soubeyran, théâtre des Ambassadeurs
- 1962 : L'Otage de Paul Claudel, mise en scène Bernard Jenny, théâtre du Vieux-Colombier
- 1962 : Le Pain dur de Paul Claudel, mise en scène Bernard Jenny, théâtre du Vieux-Colombier
- 1962 : Le Père humilié de Paul Claudel, mise en scène Bernard Jenny, théâtre du Vieux-Colombier
- 1963 : Othello de William Shakespeare, mise en scène Marcelle Tassencourt, Odéon-Théâtre de France
- 1964 : Macbeth de William Shakespeare, mise en scène Claude Chabrol, théâtre Montansier
- 1969 : Le Contrat de Francis Veber
- 1970 : Les Guss d'Anne Caprile, mise en scène Roberto Rossellini, théâtre du Vieux-Colombier
- 1970 : Zorglub de Richard Bohringer
- 1970 : Ciel, où sont passées les dattes de tes oasis ? de Roger Hanin, mise en scène Jacques Ardouin, théâtre de la Potinière
- 1972 : Le Contrat de Francis Veber, mise en scène Pierre Mondy, théâtre des Célestins, tournée Karsenty-Herbert
- 1973 : Virgule de Roger Hanin, Théâtre Daunou
- 1979 : Lucrèce Borgia de Victor Hugo, mise en scène Roger Hanin
- 1980 : Une chambre pour enfant sage de Didier Decoin, mise en scène Pierre Vielhescaze, théâtre Tristan-Bernard
- 1983 : Argent, mon bel argent de Roger Hanin, mise en scène de l'auteur, Théâtre Daunou
- 1983 : Un grand avocat d’Henry Denker, mise en scène Robert Hossein, théâtre Mogador
- 1984 : Duetto de Jeannine Worms, mise en scène Yutaka Worms
- 1984 : La Chasse aux dragons de Jeannine Worms, mise en scène Yutaka Wada, théâtre de l'Œuvre
- 1996 : En attendant Godot de Samuel Beckett, mise en scène Pierre Boutron
- 1997 : Tartuffe de Molière
- 2001 : Une femme parfaite de Roger Hanin, mise en scène de l'auteur, théâtre Marigny
- 2006 : Un petit pull over angora de Daniel Saint-Hamont, théâtre Le Temple

## Filmographie

### En tant qu'acteur

#### Cinéma
- 1951 : Seul dans Paris d'Hervé Bromberger : un consommateur à la terrasse d'un café
- 1951 : Maître après Dieu de Louis Daquin : un soldat allemand
- 1952 : Nous sommes tous des assassins d'André Cayatte : un employé de la prison
- 1952 : Le Chemin de Damas de Max Glass : un disciple
- 1953 : La Môme vert-de-gris de Bernard Borderie : un garde du corps
- 1955 : Série noire de Pierre Foucaud : Ménard
- 1955 : Les Hussards d'Alex Joffé : Un soldat
- 1955 : Gas-oil de Gilles Grangier : René Schwob, un gangster
- 1956 : Vous pigez ? de Pierre Chevalier : Istria
- 1957 : Celui qui doit mourir de Jules Dassin : Pannagotaros
- 1957 : Escapade de Ralph Habib : Olivier
- 1958 : Tamango de John Berry : 1er Mate Bebe
- 1958 : Sois belle et tais-toi de Marc Allégret : Charlemagne
- 1958 : Une balle dans le canon de Michel Deville : Dick
- 1958 : Un drôle de dimanche de Marc Allégret : Sartori
- 1958 : Le Désordre et la Nuit de Gilles Grangier : Albert Simoni
- 1958 : La Chatte d'Henri Decoin : Pierre
- 1959 : La Sentence de Jean Valère : Antoine
- 1959 : Le Fric de Maurice Cloche : Robert Bertin
- 1959 : Ramuntcho de Pierre Schoendoerffer : Itchoa
- 1959 : Du rififi chez les femmes d’Alex Joffé : L'Insecte
- 1959 : La Valse du Gorille de Bernard Borderie : Géo Paquet, dit « Le Gorille »
- 1959 : À bout de souffle de Jean-Luc Godard : Cal Zombach
- 1960 : Petit jour de Jackie Pierre
- 1960 : L'Ennemi dans l'ombre de Charles Gérard : Serge Cazais
- 1960 : Rocco et ses frères de Luchino Visconti : Morini
- 1960 : L'Affaire d'une nuit d'Henri Verneuil : Michel Ferréol
- 1961 : Le Miracle des loups d'André Hunebelle : Charles le Téméraire
- 1961 : Vive Henri IV, vive l'amour de Claude Autant-Lara : Ravaillac
- 1961 : Les Bras de la nuit de Jacques Guymont : Landais
- 1962 : Les Ennemis d'Édouard Molinaro : Jean de Fursac
- 1962 : La Marche sur Rome de Dino Risi : Capitaine Paolinelli
- 1962 : Le Gorille a mordu l'archevêque de Maurice Labro : Géo Paquet, dit « Le Gorille »
- 1962 : Carillons sans joie de Charles Brabant : Maurice
- 1963 : Un mari à prix fixe de Claude de Givray
- 1964 : Le Hibou chasse la nuit de Werner Klingler
- 1964 : Le Tigre aime la chair fraîche de Claude Chabrol : Louis Rapière, le Tigre
- 1964 : Marie-Chantal contre Dr Kha de Claude Chabrol : Bruno Kerrien, l'espion français
- 1965 : Le Tigre se parfume à la dynamite de Claude Chabrol : Louis Rapière, le Tigre
- 1965 : Passeport diplomatique agent K 8 de Robert Vernay : Mirmont
- 1965 : Corrida pour un espion de Maurice Labro : Stuart
- 1966 : Via Macao de Jean Leduc : Michel
- 1966 : Bagarre à Bagdad pour X-27 (Il gioco delle spie) de Paolo Bianchini : Sadov
- 1966 : Les Treize Fiancées de Fu Manchu (The Brides of Fu Manchu) de Don Sharp : l'inspecteur Grimaldi
- 1966 : Carré de dames pour un as de Jacques Poitrenaud : Dan Layton
- 1966 : Le Solitaire passe à l'attaque de Ralph Habib : Frank Normand
- 1967 : Le Tigre sort sans sa mère (Da Berlino l'apocalisse) de Mario Maffei : Julien Saint-Dominique
- 1967 : Le Chacal traque les filles de Jean-Michel Rankovitch : François Merlin, dit le Chacal
- 1967 : Le Canard en fer blanc de Jacques Poitrenaud : François Cartier
- 1968 : Les Hommes de Las Vegas d’Antonio Isasi-Isasmendi : le patron
- 1969 : La Main de Henri Glaeser : l'inspecteur / le producteur
- 1969 : Bruno, l'enfant du dimanche de Louis Grospierre
- 1970 : Le Clair de terre, de Guy Gilles : le père de Pierre
- 1971 : La Machination (Senza via d'uscita) de Piero Sciumè : Kurt
- 1971 : Une femme libre de Claude Pierson : André
- 1971 : Les Aveux les plus doux d'Édouard Molinaro : Inspecteur Borelli
- 1972 : La Poursuite sauvage (The Revengers) de Daniel Mann : Quiberon
- 1973 : Big Guns : Les Grands Fusils (Tony Arzenta) de Duccio Tessari : Carré
- 1973 : Le Concierge de Jean Girault : Barbarin
- 1973 : Le Protecteur de Roger Hanin : Julien
- 1975 : Le Faux-cul de Roger Hanin : Kaminsky
- 1978 : L'Amant de poche de Bernard Queysanne
- 1978 : Le Coup de sirocco d'Alexandre Arcady : Albert Narboni
- 1978 : Le Sucre de Jacques Rouffio : Kerbaoui
- 1979 : Certaines nouvelles de Jacques Davila : Georges
- 1981 : Le Grand Pardon d'Alexandre Arcady : Raymond Bettoun
- 1982 : Les Misérables de Robert Hossein : l'aubergiste
- 1982 : La Baraka de Jean Valère : Aimé Prado
- 1983 : Attention, une femme peut en cacher une autre ! de Georges Lautner : Philippe
- 1983 : Le Grand Carnaval d'Alexandre Arcady : Léon Castelli
- 1983 : L'Étincelle de Michel Lang : Maurice
- 1984 : Train d'enfer de Roger Hanin : le commissaire Couturier
- 1985 : La Galette du roi de Jean-Michel Ribes : Victor Harris
- 1986 : La Rumba de Roger Hanin : Beppo Manzoni
- 1987 : Dernier Été à Tanger d'Alexandre Arcady : William Barres
- 1987 : Lévy et Goliath de Gérard Oury : Dieu (voix uniquement)
- 1989 : L'Orchestre rouge de Jacques Rouffio : Berzine
- 1989 : L'Union sacrée d'Alexandre Arcady : le père de Simon (caméo)
- 1990 : Jean Galmot, aventurier d'Alain Maline : Georges Picard
- 1992 : Le Grand Pardon 2 d'Alexandre Arcady : Raymond Bettoun
- 1993 : Le Nombril du monde d'Ariel Zeitoun : Scali
- 1997 : Soleil de Roger Hanin : Professeur Lévy

#### Télévision

##### Téléfilms
- 1968 : Cinq jours d'automne de Pierre Badel
- 1969 : Au théâtre ce soir : La Nuit du 9 mars de Jack Roffey et Gordon Harbord, adaptation Roger Féral, mise en scène Henri Soubeyran, réalisation Pierre Sabbagh, théâtre Marigny
- 1970 : Au théâtre ce soir : Jupiter de Robert Boissy, mise en scène Jacques-Henri Duval, réalisation Pierre Sabbagh, théâtre Marigny
- 1971 : Prière pour Éléna d'Abder Isker : Enrico Segura
- 1977 : La Mort du Téméraire de Roger Viry-Babel : Charles le Téméraire
- 1979 : Othello d'Yves-André Hubert : Othello
- 1980 : Au bon beurre d'Édouard Molinaro : Charles-Hubert Poissonnard
- 1981 : Henri IV de Jeannette Hubert
- 1983 : Le Crime de Pierre Lacaze de Jean Delannoy : Pierre Lacaze
- 1987 : Dorothée Show
- 1991 : Le Cadeau de Noël
- 1993 : Chambre 12, Hôtel de Suède, documentaire de Claude Ventura et Xavier Villetard : lui-même
- 1993 : L'Éternel Mari de Denys Granier-Deferre
- 1995 : Samson le magnifique d'Étienne Périer : Jacques Brachart
- 1996 : Une femme explosive de Jacques Deray : Muller
- 1999 : La Femme du boulanger de Nicolas Ribowski : Aimable, le boulanger
- 2000 : La Trilogie marseillaise : Marius-Fanny-César de Nicolas Ribowski : César
- 2000 : Anibal de Pierre Boutron : l'acteur
- 2001 : L'Étrange Monsieur Joseph de Josée Dayan : Joseph Joanovici
- 2003 : Ne meurs pas de José Pinheiro : Dalembert
- 2005 :  Clémy  de Nicolas Ribowski : Clémy
- 2005 : Mademoiselle Navarro de Jean Sagols : le commissaire Navarro
- 2006 : La Femme et le pantin d'Alain Schwarzstein : Charles Mathéo
- 2007 : Roger Hanin, toute une vie, documentaire d'Hugues de Rosière
- 2008 : César Lévy d'Alain Schwarzstein : César Lévy

##### Séries télévisées
- 1965 : Le train bleu s'arrête 13 fois de René Wheeler d'après Boileau et Narcejac, épisode 6 : Beaulieu, le piège de Serge Friedman
- 1978 : Il était un musicien
- 1989 : Les Grandes Familles, mini-série en 3 épisodes d'Édouard Molinaro : Lucien Maublanc
- 1989-2007 : Navarro de Pierre Grimblat et Tito Topin : commissaire principal Antoine Navarro
- 1990 : Le Gorille : Maurier (un épisode)
- 1997 : Maître Da Costa de Bob Swaim d'après Frédéric Dard : maître Julien Da Costa
- 2007-2009 : Brigade Navarro : commissaire divisionnaire Antoine Navarro

### En tant que réalisateur

#### Cinéma
- 1973 : Le Protecteur
- 1975 : Le Faux-cul
- 1980 : Le Roman du samedi, épisode Le Coffre et le Revenant d'après la nouvelle éponyme de Stendhal
- 1985 : Train d'enfer
- 1987 : La Rumba
- 1997 : Soleil

#### Télévision
- 1978-1979 : Il était un musicien (2 épisodes)
- 1990 : Le Gorille (un épisode)

### En tant que producteur
- 1978-1979 : Il était un musicien : 7 épisodes

## Discographie
- 1970 : Le cœur d'une femme (Polydor, 45 tours 2056 059)[43]
- 1977 : Je ne peux pas croire (Philips, 45 tours 6172 064)[44]
- 1978 : Un arabe dans la ville (Philips, 45 tours 7139 061)[45]

## Écrits

### Romans
- L'Ours en lambeaux, éd. Encre, 1983
- Le Voyage d'Arsène, éd. Grasset, 1985
- Les Gants blancs d'Alexandre, éd. Grasset 1994
- Les Sanglots de la fête, éd. Grasset 1996
- L'Hôtel de la Vieille Lune, éd. Grasset 1998
- Dentelles, éd. Grasset, 2000
- Lettre à un ami mystérieux, éd. Grasset, 2001
- Gustav, éd. Grasset, 2003
- L'Horizon, éd. Grasset, 2005
- Loin de Kharkov, éd. Grasset, 2007
- Carnet de survie, éd. Balland 2009

### Théâtre
- Une femme parfaite, éd. L'Avant-scène théâtre, 2004

## Distinctions
En 2000, lors du festival du film français d'Alger, Roger Hanin est honoré par le président de la République algérien Abdelaziz Bouteflika qui lui décerne la médaille Achir, la plus haute distinction algérienne.

### Récompenses
- Festival international du film de Moscou 1985 :  Prix spécial pour  Train d'enfer[47],[48].

### Documentaire
- Norbert Balit, Roger Hanin, toute une vie, coproduction France 5, RTBF, TSR, Adamis Production, SFP, 2007, 52 min.